# مسجد علی بیدگل
مسجد علی بیدگل مربوط به دوره ایلخانی - دوره قاجار است و در آران و بیدگل، محله درب ریگ، جنب حسینیه درب ریگ واقع شده و این اثر در تاریخ ۱۰ خرداد ۱۳۸۲ با شمارهٔ ثبت ۹۰۱۶ به‌عنوان یکی از آثار ملی ایران به ثبت رسیده است.